# Cooperl Arc Atlantique
Cooperl Arc Atlantique, meist nur Cooperl genannt, ist eine französische Unternehmensgruppe in den Sektoren Landwirtschaft und Lebensmittelwirtschaft. Sie arbeitet vertikal integriert, das heißt, sie betreibt in einer Hand unter anderem Farmeinrichtung und -management, Schweinegenetik (Zucht), Tierfutterherstellung, Tiermedizin, Mast, Schlachtung, Fleischverarbeitung und -vermarktung. 
Die Genossenschaft hat 2700 Mitglieder und 5000 Angestellte. Es werden jährlich 5,55 Millionen Tiere und 1,4 Millionen Tonnen Futter produziert. Die Schlachtkapazität liegt bei 100.000 Schweinen pro Woche. Damit gehört Cooperl zu den größten Schweineproduzenten und Schweinefleischverarbeitern in Europa. In Frankreich ist sie, gemessen am Gruppenumsatz, hinter Bigard einer der zwei Marktführer der Branche, nach Marktanteilen liegt Cooperl mit 22 % minimal vorn. Die Schlacht- und Tiefkühlhäuser befinden sich an den Standorten Lamballe, Montfort-sur-Meu und Saint-Maixent-l’École, ein weiterer Verarbeitungsbetrieb in Rochetoirin. Etwa ein Drittel des Umsatzes (entsprechend 170.000 Tonnen Ware) werden mit dem Export in über 40 Länder erzielt, insbesondere nach Großbritannien, Osteuropa, Russland und China. 

## Geschichte
Das Unternehmen startete 1966 mit 24 Mästern, zwei Angestellten und gut 8000 produzierten Schweinen. 1978 wurde das Schlachthaus Benijo in Montfort-sur-Meu erworben. Ab 1982 wurden Supermärkte beliefert, durch Übernahme der Firma Logeais in Vitré im Jahr 1987 die Futtermittelherstellung aufgebaut. 1988 hatte die Genossenschaft bereits 1650 Mitglieder und 1200 Angestellte, die fast eineinhalb Millionen Schweine und 257 Tonnen Futter produzierten. 1992 schloss man sich mit der auf Tierfutterherstellung spezialisierten Genossenschaft Coopérative de La Hunaudaye in Plestan zusammen. Nach Jahren der Expansion folgte 2008 die Fusion mit der Genossenschaft ARCA in Saint-Armel, 2009 die Übernahme von Brocéliande-ALH und 2011 von Défi Viande. Im Juni 2017 erwarb Cooperl die Feinkostsparte der Holding Financière Turenne Lafayette mit den Marken Paul Prédault, Lapaulaise de Salaisons, Madrange und Montagne Noire.